# 에버 기븐
에버 기븐(Ever Given)은 에버그린마린이 운영하는 컨테이너선이다. 선주는 이마바리 조선의 자회사인 쇼에이 기선이며, 파나마 국적으로 등록되어 있다.
이마바리 조선이 제작하였다. 전장이 399.97m로 가장 긴 컨테이너선 중 하나에 속한다. 적재 용량은 20,124 TEU이다.

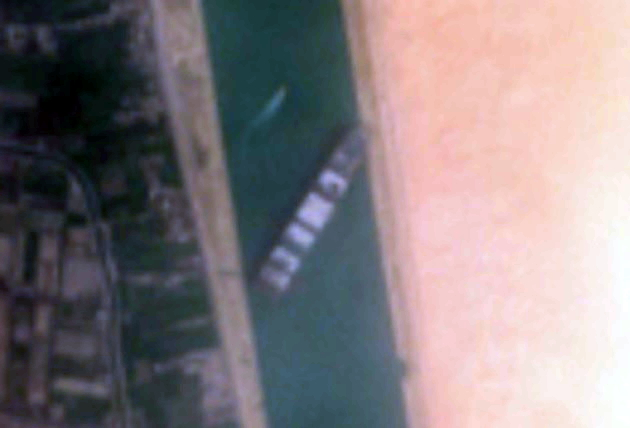
수에즈 운하를 막은 에버 기븐호의 위성 사진.

탄중 펠레파스항에서 로테르담 항으로 가던 중이던 2021년 3월 23일 수에즈 운하에서 옆으로 좌초되면서 운하 길을 막았다.

## 같이 보기
- 수에즈맥스